# Bayanaūyl Aūdany
Bayanaūyl Aūdany är ett distrikt i Kazakstan.   Det ligger i oblystet Pavlodar, i den nordöstra delen av landet, 290 km öster om huvudstaden Astana.